# Діаметр

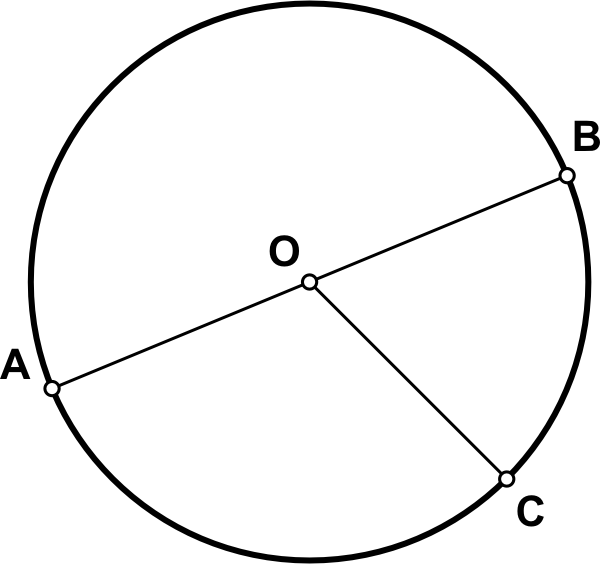
Коло з центром О,
AB — діаметр,
ОС — радіус

Діа́метр кола (дав.-гр. διάμετρος — поперечник:стор.609) (позначається символом Ø) — відрізок прямої, що проходить через центр кола і сполучає дві його точки. (на мал. відрізок AB)
Також діаметр кола можна означити як найдовшу хорду кола.
Обидва означення справедливі також і для сфери тривимірного простору.
За величиною діаметр дорівнює двом радіусам кола (сфери):
{\displaystyle D=2\cdot R}.
Просторові тіла, що в поперечному перерізі мають форму кола чи кільця (циліндр, куля, тор, конус, порожній циліндр або труба), також мають діаметр.
Діаметр круглих тіл (циліндр, куля, тор) чи діаметр отворів круглого поперечного перерізу можна виміряти за допомогою інструментів: штангенциркуль, мікрометр, нутромір, мікрометричний нутромір.

## Символ діаметра

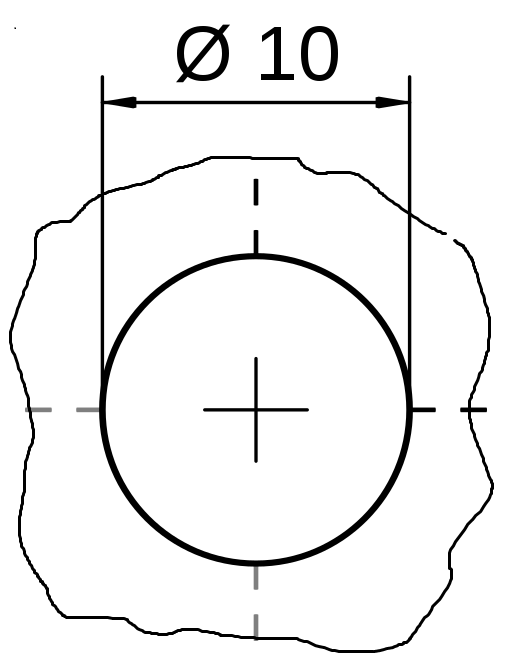
Позначення отвору (валу) на кресленні

Для позначення діаметра отвору або валу на робочих креслениках деталей, використовують символ ⌀.

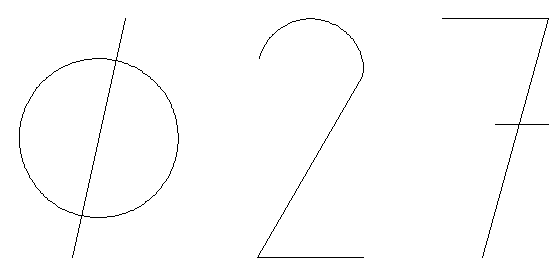
Символ діаметра у QCad

Символ діаметра {\displaystyle \varnothing } схожий за розміром і написанням до «ø» (&#xF8;, перекреслена мала літера «о»).
- У Юнікоді він перебуває під номером U+2300 ⌀ DIAMETER SIGN (HTML &#8960;), що може бути закодовано в HTML сторінках як ⌀ чи ⌀. Хоча коректне відображення цього символу малоймовірне, оскільки символ діаметра рідко додають у шрифти (ваш браузер відображає ⌀ в поточному шрифті).

- У багатьох випадках символ {\displaystyle \varnothing } можна отримати у Microsoft Windows, якщо, утримуючи клавішу Alt, ввести 0 2 4 8 на цифровій клавіатурі (це буде вищезгадана літера U+00F8 ø LATIN SMALL LETTER O WITH STROKE (HTML &#248;⧼dot-separator⧽ &oslash;)).

- У Microsoft Word символ можна отримати, натиснувши комбінацію клавіш Alt+8960.

- У LaTeX символ діаметра можна отримати за допомогою команди \diameter з пакета wasysym[5].

У планшеті при утримуванні знаку нуля з'являється зображення ∅, торкнувшись якого і відпустивши 0, отримаємо друк знака діаметра.
Важливо також відрізняти символ діаметра {\displaystyle \varnothing } від символу порожньої множини «{\displaystyle \emptyset }». Символ порожньої множини, на відміну від символу діаметра, схожий на Ø (перекреслена велика літера «О»).

## Діаметр кривої другого порядку (конічного перетину)
Діаметр кривої другого порядку (конічного перетину) — пряма лінія, що є геометричним місцем середин усіх паралельних хорд даного конічного перетину :стор.87.
Для замкненої центральної кривої другого порядку (коло або еліпс) діаметр — хорда, що проходить через центр кривої. Тобто це відрізок вищезгаданої прямої, який лежить всередині кола (еліпса).
Спряжені діаметри для кривої другого порядку — пара діаметрів, що задовольняють умові: середини хорд паралельних першому діаметру, лежать на другому діаметрі.

### Діаметр еліпса

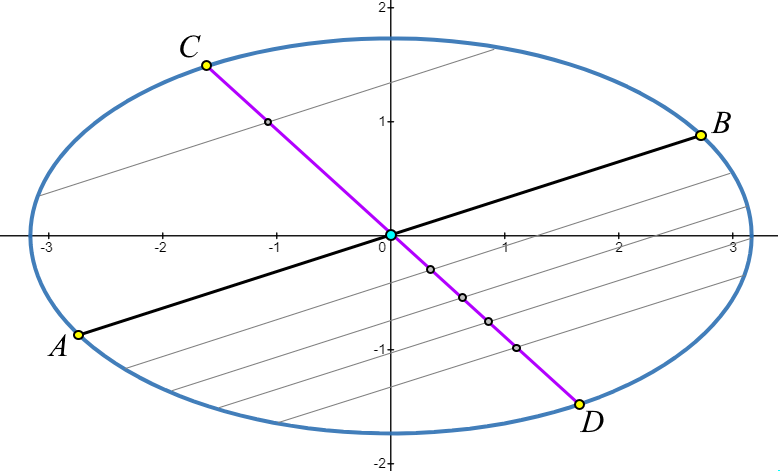
Спряжені діаметри еліпса (AB і CD).

Діаметром еліпса називають довільну хорду, що проходить через його центр :стор.88-89.
Також можливе визначення діаметра еліпса (кола) — відрізок, що сполучає дві точки цього еліпса і проходить через його центр.
Діаметр, що відповідає хордам, паралельним малій осі еліпса, є його велика вісь, а діаметр, що відповідає хордам, паралельним великій осі, є мала вісь еліпса
Для еліпса {\displaystyle {\frac {x^{2}}{a^{2}}}+{\frac {y^{2}}{b^{2}}}=1} кутовий коефіцієнт {\displaystyle k} паралельних хорд ({\displaystyle k\neq 0}) та кутовий коефіцієнт {\displaystyle k_{1}} відповідного діаметра {\displaystyle y=k_{1}\cdot x} пов'язані співвідношенням:
{\displaystyle k\cdot k_{1}=\varepsilon ^{2}-1=-{\frac {b^{2}}{a^{2}}}}
де {\displaystyle \varepsilon } — ексцентриситет еліпса.
Спряженими діаметрами еліпса називають пару його діаметрів, що мають наступну властивість: середини хорд, паралельних першому діаметру, лежать на другому діаметрі. Тобто, діаметр еліпса ділить навпіл хорди, що паралельні до спряженого діаметра.
Два діаметри, спряжені один з одним і водночас взаємно перпендикулярні, називаються головними діаметрами. Вони є малою та великою осями еліпса та співпадають з його осями симетрії.
У кола кожен діаметр — головний. У еліпса, відмінного від кола, є лише одна пара головних діаметрів — велика і мала осі.
При обертанні діаметра його спряжений діаметр обертається у той самий бік.
Якщо еліпс є образом кола при афінному перетворенні, його спряжені діаметри є образами двох перпендикулярних діаметрів цього кола.

### Діаметр гіперболи

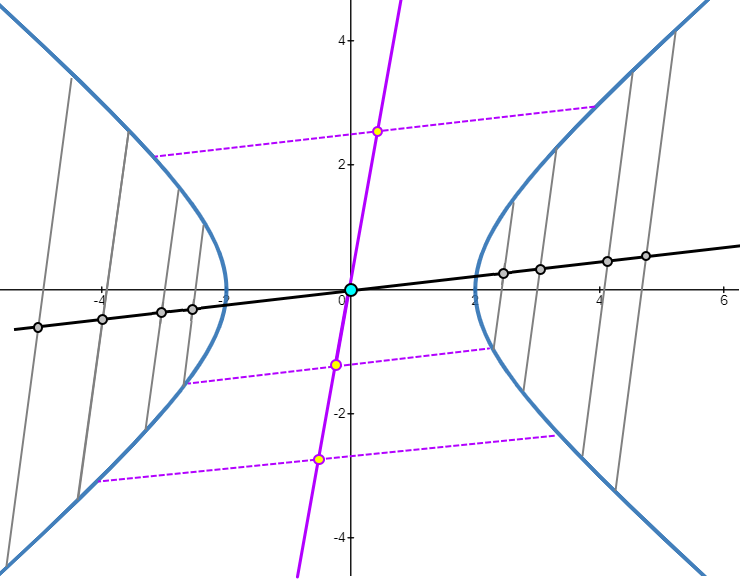
Гіпербола та два її спряжених діаметри, що проходять через середини паралельних хорд

Діаметром гіперболи називають пряму, що проходить через середини паралельних хорд гіперболи. :стор.87
Всі діаметри гіперболи проходять через її центр. :стор.89-91.
Діаметр, що відповідає хордам, паралельним уявній осі, є дійсна вісь, а діаметр, що відповідає хордам, паралельним дійсній осі, є уявна вісь гіперболи.
Для гіперболи {\displaystyle {\frac {x^{2}}{a^{2}}}-{\frac {y^{2}}{b^{2}}}=1} кутовий коефіціент k паралельних хорд ({\displaystyle k\neq 0}) та кутовий коефіцієнт k1 відповідного діаметра пов'язані співвідношенням:
{\displaystyle k\cdot k_{1}=\varepsilon ^{2}-1={\frac {b^{2}}{a^{2}}}}
де {\displaystyle \varepsilon } — ексцентриситет гіперболи.
Окрім асимптот гіперболи, будь-яка інша пряма, що проходить через центр гіперболи є одним з її діаметрів.
Спряженими діаметрами гіперболи називають пару її діаметрів, що мають наступну властивість: середини хорд, паралельних першому діаметру, лежать на другому діаметрі.
У будь-якої гіперболи є лише одна пара головних (тобто спряжених і водночас взаємно перпендикулярних) діаметрів — це дійсна й уявна осі.
При обертанні діаметра навколо центра гіперболи, його спряжений діаметр обертається в протилежному напрямку. Коли перший необмежено наближається до однієї з асимптот, другий (спряжений) наближається до тієї ж асимптоти з іншого напрямку.

### Діаметр параболи

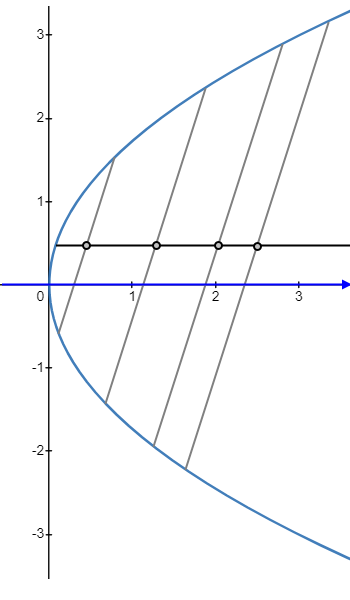
Парабола та її діаметр

Діаметром параболи називають геометричне місце середин паралельних хорд параболи :стор.92.
Усі діаметри параболи паралельні до її осі. Діаметр, що відповідає хордам, перпендикулярним до осі параболи, збігається із самою віссю.
Діаметр параболи {\displaystyle y^{2}=2p\cdot x}, що відповідає хордам з кутовим коефіцієнтом {\displaystyle k}, задається рівнянням:
{\displaystyle y={\frac {p}{k}}.}

## Варіації та узагальнення
Поняття діаметра допускає природні узагальнення на деякі інші геометричні та математичні об'єкти. Якщо у множині об'єктів визначено метрику простору, то для підмножини цих об'єктів можна ввести поняття діаметра множини.
Діаметром множини {\displaystyle M}, що лежить у метричному просторі з метрикою {\displaystyle \rho }, називають величину {\displaystyle \sup _{x,y\in M}\rho (x,y)}.
Під діаметром метричного простору розуміють точну верхню грань відстаней між парою будь-яких його точок.
- Найбільша відстань Геммінга між двома словами рівної в символах довжини {\displaystyle n} дорівнює {\displaystyle n}, тобто, діаметр множини слів у метриці Геммінга дорівнює {\displaystyle n}.

### Діаметр множини точок
Діаметр множини точок — віддаль між двома найбільш віддаленими точками цієї множини:стор.609.
Нерівність між діаметром і радіусом множини точок у будь-якому евклідовому просторі описує теорема Юнга.

### Діаметр алгебричної кривої
Поняття діаметра алгебричною кривої {\displaystyle n}-го порядку виникає як узагальнення поняття діаметра кривої 2-го порядку — прямої, що є геометричним місцем середин паралельних хорд.
Центр середніх відстаней деякої системи точок — точка, координати якої дорівнюють середньому арифметичному відповідних координат точок системи.
Якщо криву {\displaystyle n}-го порядку перетнути низкою паралельних прямих і на кожній із них визначити центр середніх відстаней точок її перетину з даною кривою, то геометричним центром цих центрів буде пряма, напрямок якої визначає напрямок паралельних хорд. Цю пряму і називають діаметром кривої {\displaystyle {\boldsymbol {n}}}-го порядку.
Можливий випадок, коли всі діаметри кривої перетинаються в одній точці, яку називають Ньютоновим центром даної кривої. Якщо крива має центр симетрії, то її ньютонів центр з ним збігається:стор.24.

### Діаметр пласкої фігури

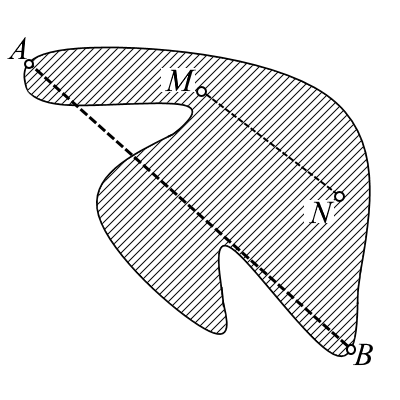
Пласка фігура довільної форми та її діаметр

Діаметр пласкої фігури:стор.5 — найбільша відстань між двома точками цієї фігури. Тобто, діаметр {\displaystyle d} фігури — це така відстань {\displaystyle d}, що:
1. відстань між будь-якими двома точками {\displaystyle M} і {\displaystyle N} фігури {\displaystyle F} не є більшою, ніж {\displaystyle d};
2. в фігурі {\displaystyle F} знайдеться щонайменше одна пара точок {\displaystyle A} і {\displaystyle B}, відстань між якими точно дорівнює {\displaystyle d}.

Діаметр геометричної фігури — найбільша відстань між точками цієї фігури.
Наприклад, діаметр багатокутника є найбільша відстань між його вершинами. Діаметр трикутника дорівнює найбільшій з його сторін:стор.6.
Діаметр опуклої пласкої фігури можна визначити як найбільшу відстань між двома протилежними паралельними опорними прямими фігури.
Опорна пряма до фігури {\displaystyle F} — це така пряма, що вся фігура лежить по одну сторону від неї, і ця пряма має спільні точки з границею фігури :стор.16.
Ширина опуклої пласкої фігури визначається як найменша така відстань.
Для кривої сталої ширини, такої як трикутник Рело, ширина та діаметр однакові, оскільки для неї відстані між всіма такими парами паралельних дотичних прямих однакові.

### Діаметр графа
Діаметр графа — це найбільша відстань між парами його вершин. Відстань між вершинами визначається як найменша кількість ребер, які необхідно пройти, щоб дістатися з однієї вершини до іншої. Тобто, це виміряна кількістю ребер відстань між двома вершинами графа, найбільше віддаленими одна від одної.
Діаметр зв'язного графа — відстань між двома найвіддаленішими вершинами. Відстань між вершинами А і В — довжина найкоротшого шляху, що сполучає їх.
- Діаметр n-вимірного гіперкуба з ребром {\displaystyle s} дорівнює

{\displaystyle d=s\cdot {\sqrt {n}}}.